# TIMM50
TIMM50 (англ. Translocase of inner mitochondrial membrane 50) – білок, який кодується однойменним геном, розташованим у людей на короткому плечі 19-ї хромосоми. Довжина поліпептидного ланцюга білка становить 353 амінокислот, а молекулярна маса — 39 646.
| 10         |  | 20         |  | 30         |  | 40         |  | 50         |
| ---------- |  | ---------- |  | ---------- |  | ---------- |  | ---------- |
| MAASAAVFSR |  | LRSGLRLGSR |  | GLCTRLATPP |  | RRAPDQAAEI |  | GSRGSTKAQG |
| PQQQPGSEGP |  | SYAKKVALWL |  | AGLLGAGGTV |  | SVVYIFGNNP |  | VDENGAKIPD |
| EFDNDPILVQ |  | QLRRTYKYFK |  | DYRQMIIEPT |  | SPCLLPDPLQ |  | EPYYQPPYTL |
| VLELTGVLLH |  | PEWSLATGWR |  | FKKRPGIETL |  | FQQLAPLYEI |  | VIFTSETGMT |
| AFPLIDSVDP |  | HGFISYRLFR |  | DATRYMDGHH |  | VKDISCLNRD |  | PARVVVVDCK |
| KEAFRLQPYN |  | GVALRPWDGN |  | SDDRVLLDLS |  | AFLKTIALNG |  | VEDVRTVLEH |
| YALEDDPLAA |  | FKQRQSRLEQ |  | EEQQRLAELS |  | KSNKQNLFLG |  | SLTSRLWPRS |
| KQP        |  |            |  |            |  |            |  |            |

A: Аланін

C: Цистеїн

D: Аспарагінова кислота

E: Глутамінова кислота

F: Фенілаланін

G: Гліцин

H: Гістидин

I: Ізолейцин

K: Лізин

L: Лейцин

M: Метіонін

N: Аспарагін

P: Пролін

Q: Глутамін

R: Аргінін

S: Серин

T: Треонін

V: Валін

W: Триптофан

Кодований геном білок за функцією належить до фосфопротеїнів. 
Задіяний у таких біологічних процесах, як транспорт, транспорт білків, транслокація, альтернативний сплайсинг. 
Білок має сайт для зв'язування з РНК. 
Локалізований у ядрі, мембрані, мітохондрії, внутрішній мембрані мітохондрії.